# Somalistilettorm
Somalistilettorm (Atractaspis scorteccii), är en ormart inom familjen stilettormar och tillhör släktet jordhuggormar.

## Kännetecken
Ormen är giftig Jordhuggormar har en speciell utfällbar huggtand och ska därför inte hållas bakom huvudet, vilket ingen orm bör göras på grund av att de då kan bli skadade.

## Utbredning
Somalia och Etiopien, i typisk terräng som i området Haud i Somalia.

## Hot
Lever på ett väldigt begränsat område.

## Levnadssätt
Grävande orm, förmodligen ovipar som alla andra arter i jordhuggormssläktet.
Äter förmodligen andra marklevande reptiler, gnagare eller groddjur som finns runt om i dess utbredningsområde.